# Nuevo Berlín
Nuevo Berlín – miasto w Urugwaju, w departamencie Río Negro.